# 拉格拉斯迪约
拉格拉斯迪约（法語：Lagrâce-Dieu，法語發音：[laɡʁas djø]）是法国上加龙省的一个市镇，属于米雷区。

## 地理
拉格拉斯迪约（43°20'23"N, 1°25'15"E）面积8.52 平方千米，位于法国奧克西塔尼大區上加龙省，该省份为法国西南部内陆省份，西南端与西班牙接壤，自此顺时针与上比利牛斯省、热尔省、塔恩-加龙省、塔恩省、奥德省和阿列日省接壤。
与拉格拉斯迪约接壤的市镇（或旧市镇、城区）包括：米尔蒙、皮达涅勒、欧里巴伊、欧特里沃、埃斯佩尔斯、莱兹河畔圣叙尔皮斯。
拉格拉斯迪约的时区为UTC+01:00、UTC+02:00（夏令时）。

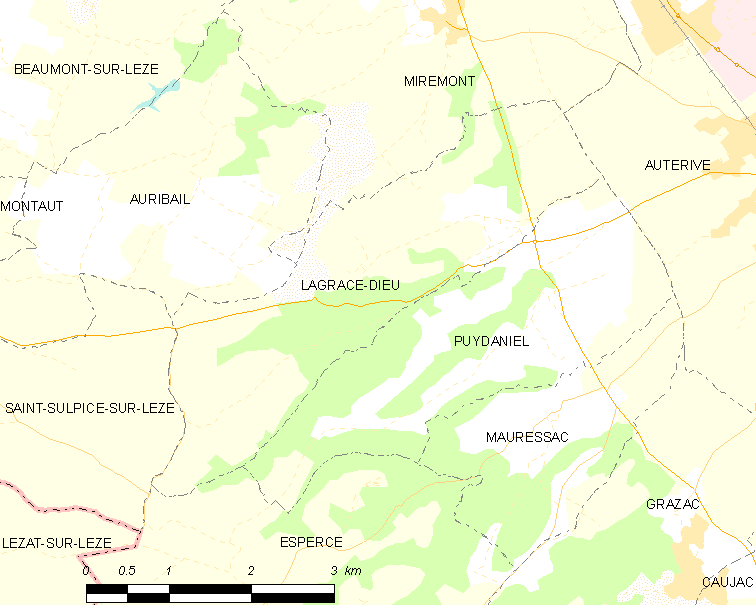
拉格拉斯迪约的OSM定位图

## 行政
拉格拉斯迪约的邮政编码为31190，INSEE市镇编码为31264。

## 政治
拉格拉斯迪约所属的省级选区为欧特里沃县。

## 人口

1962-2008年间拉格拉斯迪约人口变化图示

拉格拉斯迪约于2022年1月1日时的人口数量为555人。